# Fabio Tempestivi
Fabio Tempestivi (também Fabio Tempestivo) (falecido em 1616) foi um prelado católico romano que serviu como arcebispo de Dubrovnik (1602–1616).

## Biografia
No dia 12 de agosto de 1602, Fabio Tempestivi foi nomeado durante o papado de Clemente VIII como Arcebispo de Dubrovnik. Em 25 de agosto de 1602, foi consagrado bispo por Domenico Pinelli, cardeal-sacerdote de Santa Maria in Trastevere, com Paolo Alberi, arcebispo emérito de Dubrovnik, e Leonard Abel, bispo titular de Sidon, servindo como co-consagradores. Serviu como Arcebispo de Dubrovnik até à sua morte em 1616. Enquanto bispo, foi o principal co-consagrador de Gerolamo Mezzamico, Bispo de Trevico.